# آگروفرت
آگروفرت (انگلیسی: Agrofert) شرکت خوشه‌ای در جمهوری چک است، که در سال ۱۹۹۳ توسط آندری بابیش تأسیس شد. 